# Émile Sagot
Pour les articles homonymes, voir Sagot.
Émile Sagot, né le 29 janvier 1805 à Dijon, mort le 18 février 1888 au Mont-Saint-Michel est un architecte, archéologue et de dessinateur[Selon qui ?].
Il a fait ses études à l’école des beaux-arts de Dijon, puis à celle de Paris ; il exerçait ensuite la profession d’architecte, d’archéologue et de dessinateur.  il fut inspecteur correspondant de la Commission des monuments historiques de Côte-d'Or. En 1872 il s'installait au Mont-st-Michel espérant devenir l'arictecte de sa rénovation, mais elle fut effectuée par Édouard Corroyer.

## Œuvres
- Plan général du Château de Tanlay avec Augustin François Lemaître, 1840.
- Voyage pittoresque en Bourgogne ou Description historique et vues des monuments antiques, modernes et du Moyen âge.... deux Parties, sous la direction de Charles-Hippolyte Maillard de Chambure, Gabriel Peignot et Boudot, Éditeur : Vve Brugnot 1835.